# Phyllodoce geoffroyi
Phyllodoce geoffroyi är en ringmaskart som beskrevs av Jean Victor Audouin och Milne Edwards 1833. Phyllodoce geoffroyi ingår i släktet Phyllodoce och familjen Phyllodocidae. Inga underarter finns listade i Catalogue of Life.